# Новиковка (Томская область)
Но́виковка — село в Асиновском районе Томской области. Является административным центром Новиковского сельского поселения. Население на 1 января 2015—407 чел.

## География
Новиковка расположена на юго-западе Асиновского района, возле границы с Зырянским и Томским районами.

## История
Основано в 1891 г. В 1926 году состояло из 122 хозяйства, основное население — белоруссы. В административном отношении являлось центром Новиковского сельсовета Ново-Кусковского района Томского округа Сибирского края.

## Население
| 1926 | 1939 | 1959 | 1970 | 1979 | 1989 | 2002 |
| ---- | ---- | ---- | ---- | ---- | ---- | ---- |
| 686  | ↗831 | ↘571 | ↘491 | ↗652 | ↗743 | ↘620 |
| 2010 | 2012 | 2013 | 2014 | 2015 | 2019 | 2021 |
| ↘448 | ↘440 | ↗445 | ↘432 | ↘407 | ↘396 | ↘380 |

## Социальная сфера и экономика
По состоянию на 1 января 2010 г., в Новиковке числилось 183 двора, 235 голов скота (коровы, свиньи, овцы, козы, лошади).
В селе работают школа, отделение электросвязи, учреждение общей врачебной практики, СХПК «Удача» (растениеводство), ООО «Аграрная Группа Молоко», МУП «Новиковское ЖКХ», ветеринарный участок, магазины и др. организации, 3 индивидуальных предпринимателя.